# Thánh Barbara

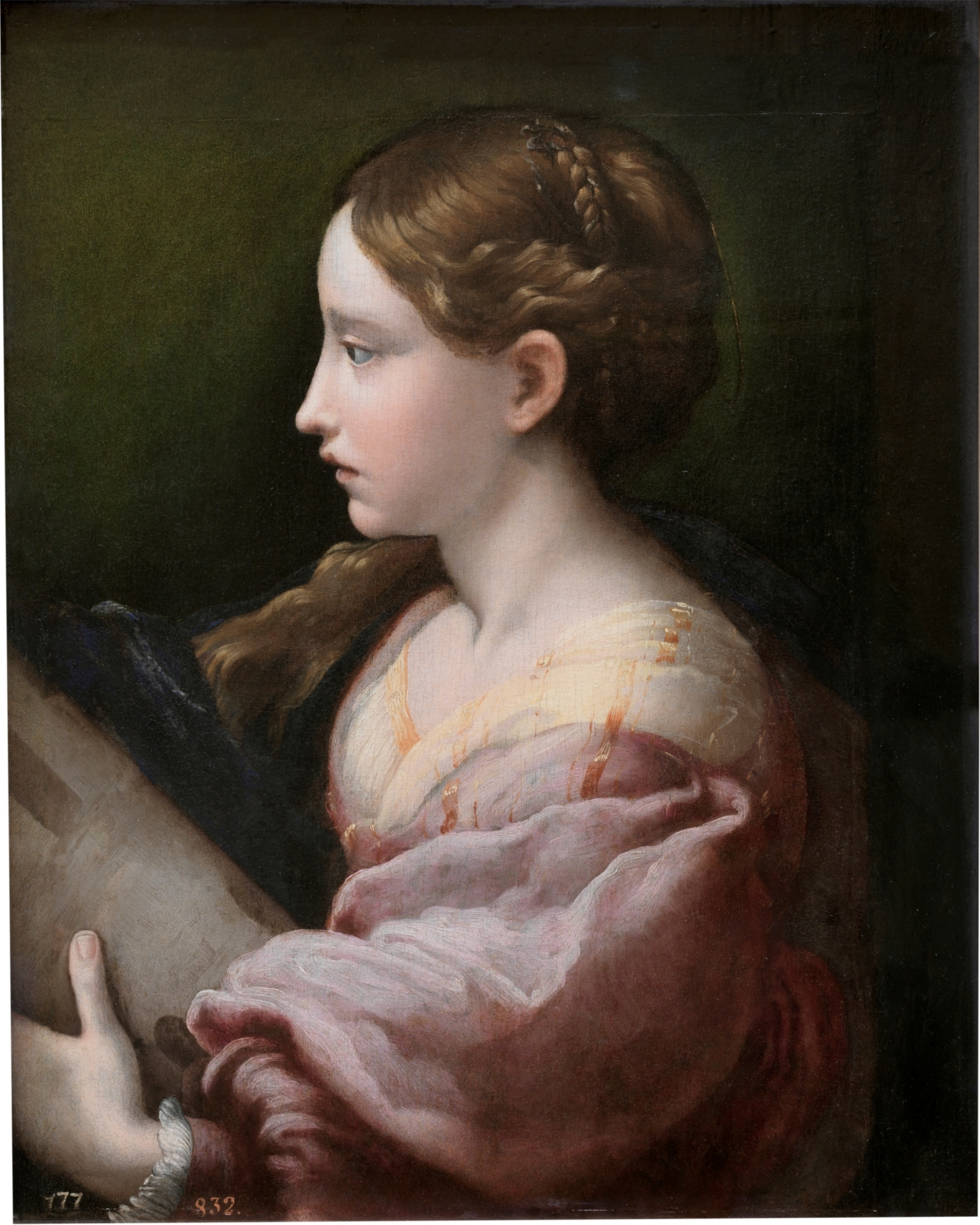
Họa phẩm về Thánh Barbara

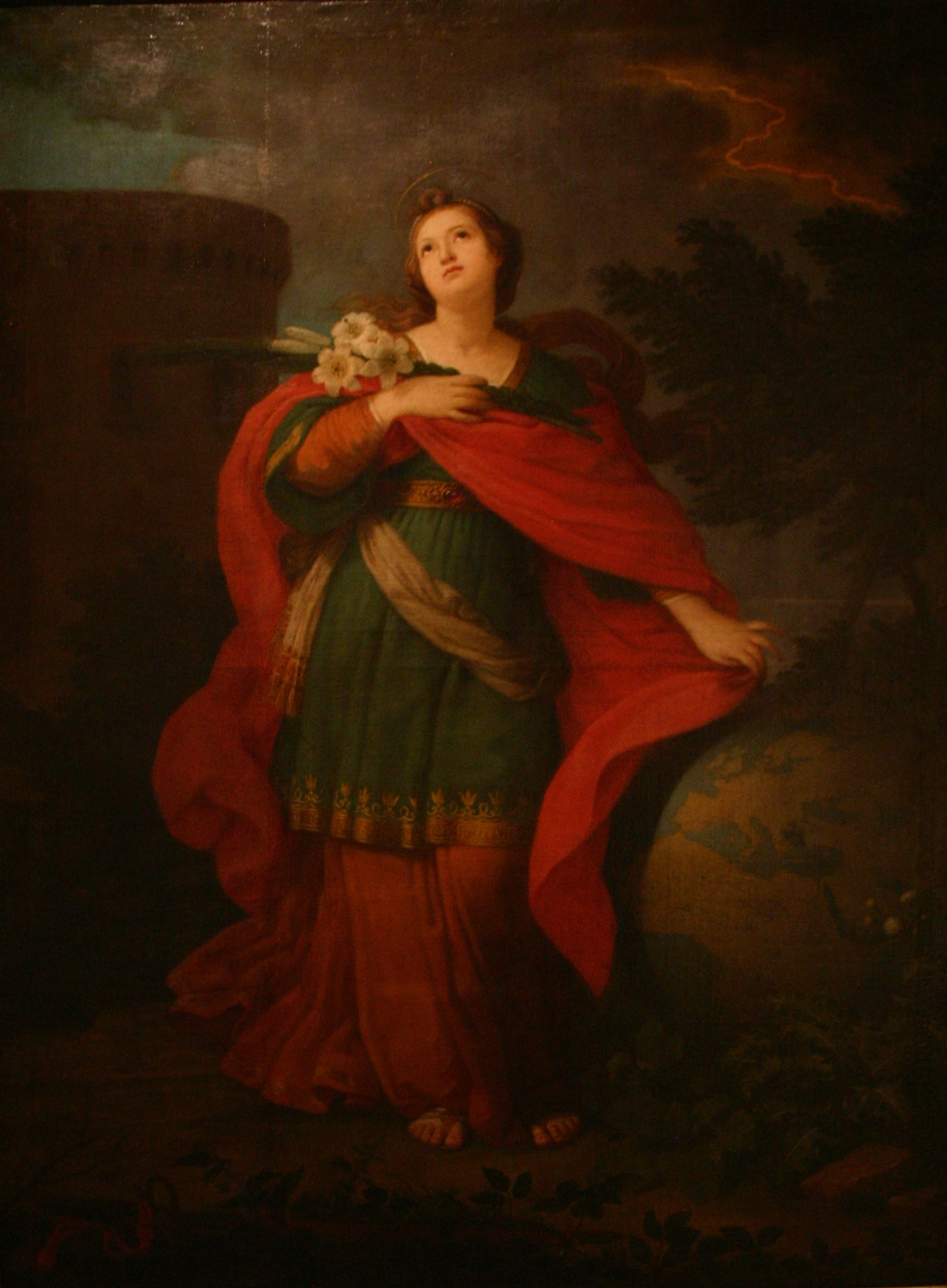
Họa phẩm Barbara của Vieira Lusitano

Thánh Barbara (tiếng Hy Lạp: Ἁγία Βαρβάρα/Ϯⲁⲅⲓⲁ Ⲃⲁⲣⲃⲁⲣⲁ; tiếng Slavơ: Великомученица Варва́ра Илиопольская; tiếng Ả rập: القديسة الشهيدة بربارة) được biết đến trong Giáo hội Chính thống giáo Đông phương với tên gọi Vĩ nhân tử đạo Barbara (Great Martyr Barbara) là một thánh nữ tử đạo người Hy Lạp sống trong thời kỳ Kitô giáo sơ khai. Về mặt nghiên cứu lịch sử thì không có thư tịch tham chiếu nào về bà trong các tác phẩm Kitô giáo sơ khai xác thực cũng như trong bản hiệu đính gốc của sách tử đạo của Thánh Jerome. Thánh Barbara thường được miêu tả với những sợi dây xích nhỏ đeo quanh người và một tòa tháp tượng trưng cho việc cha bà giam cầm và cột trói bà. Là một trong Mười bốn vị thánh cứu giúp, Thánh Barbara là một vị thánh nổi tiếng, có lẽ được biết đến nhiều nhất với vai trò là thánh bảo trợ của thợ chế tạo vũ khí, lính pháo binh, kỹ sư quân sự, thợ mỏ và những người khác làm việc với thuốc nổ vì truyền thuyết của bà gắn liền với tia sét. Bà cũng là thánh bảo trợ của các nhà toán học. Một dị bản bằng tiếng Pháp về câu chuyện của bà vào thế kỷ XV đã ghi chép rằng bà đã thực hiện mười ba phép lạ, nhiều phép lạ trong số đó cho thấy phép bình an mà bà ban cho rằng các tín đồ của mình sẽ không chết trước khi được xưng tội và nhận xức dầu.
Bất chấp rằng những truyền thuyết kể chi tiết về câu chuyện của bà, những tư liệu sớm nhất có biên chép về cuộc đời được cho là của bà trong bối cảnh vào thế kỷ thứ III chỉ xuất hiện vào thế kỷ thứ VII, và việc tôn kính bà rất phổ biến, đặc biệt là ở phương Đông bắt đầu từ thế kỷ thứ IX. Do sự nghi ngờ về tính lịch sử của truyền thuyết về bà mà bà đã bị xóa tên khỏi Lịch Chung Rôma trong bản sửa đổi năm 1969, mặc dù không phải trong danh sách các vị thánh của Giáo hội Công giáo. Theo tiểu sử các thánh (Hagiography):147. Tuy nhiên, bà vẫn được nhắc đến trong Sách tử đạo La Mã,. Thánh nữ Barbara sinh ra ở Heliopolis hoặc ở Nicomedia là con gái của một người ngoại đạo giàu có tên là Dioscorus, cha bà rất bảo bọc bà và thậm chí nhốt bà trong một tòa tháp để bảo vệ bà khỏi thế giới bên ngoài. Sau khi bà bí mật cải đạo trở thành một Cơ Đốc nhân, bà đã từ chối lời cầu hôn mà bà nhận được thông qua cha mình. Không có tài liệu tham khảo nào về bà trong các tác phẩm Kitô giáo đầu tiên xác thực cũng như trong bản sửa gốc của Thư tịch về tử đạo học của Thánh Jerome (Martyrologium Hieronymianum).

## Hình ảnh

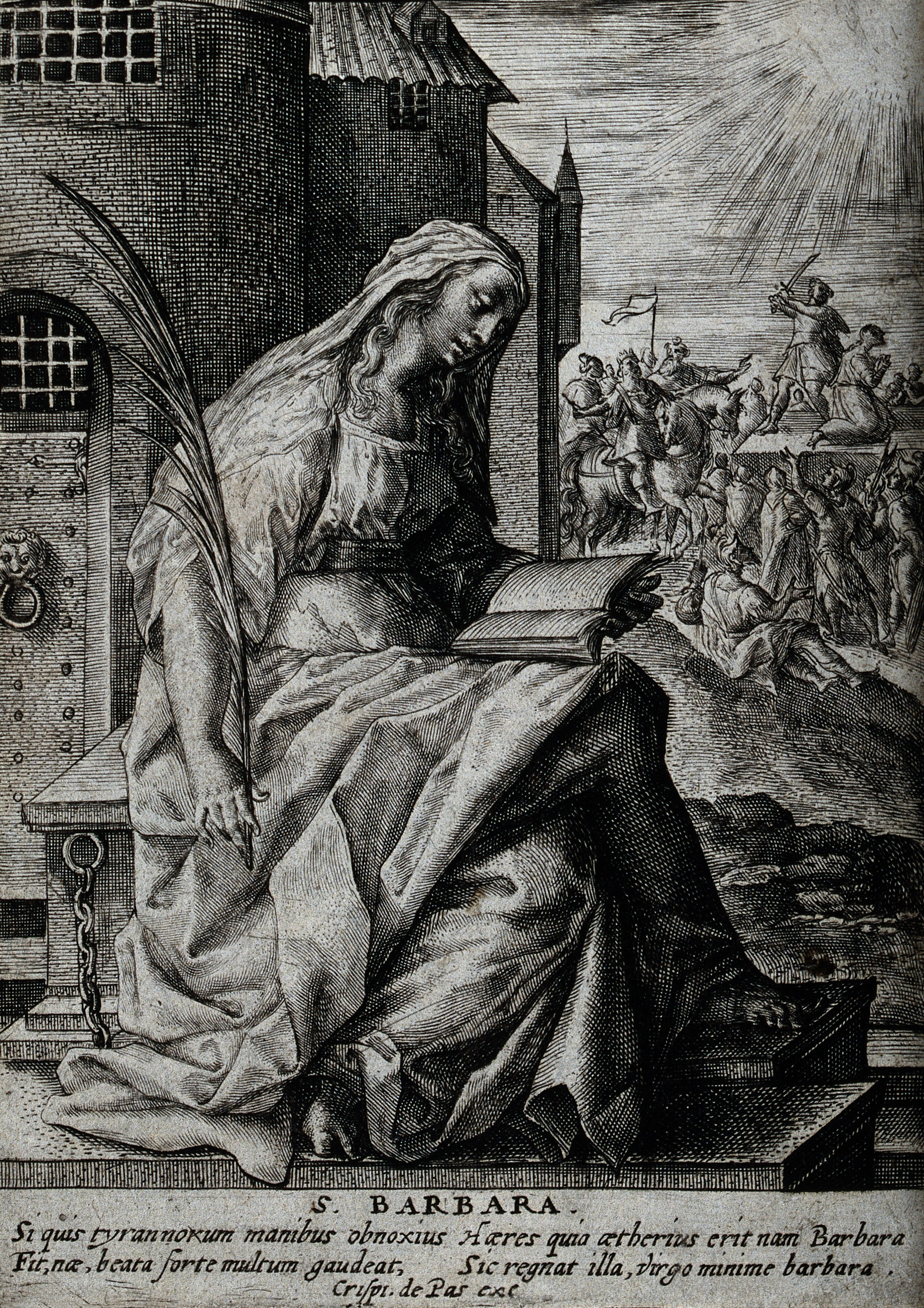
Tranh khắc về nữ thánh Barbara
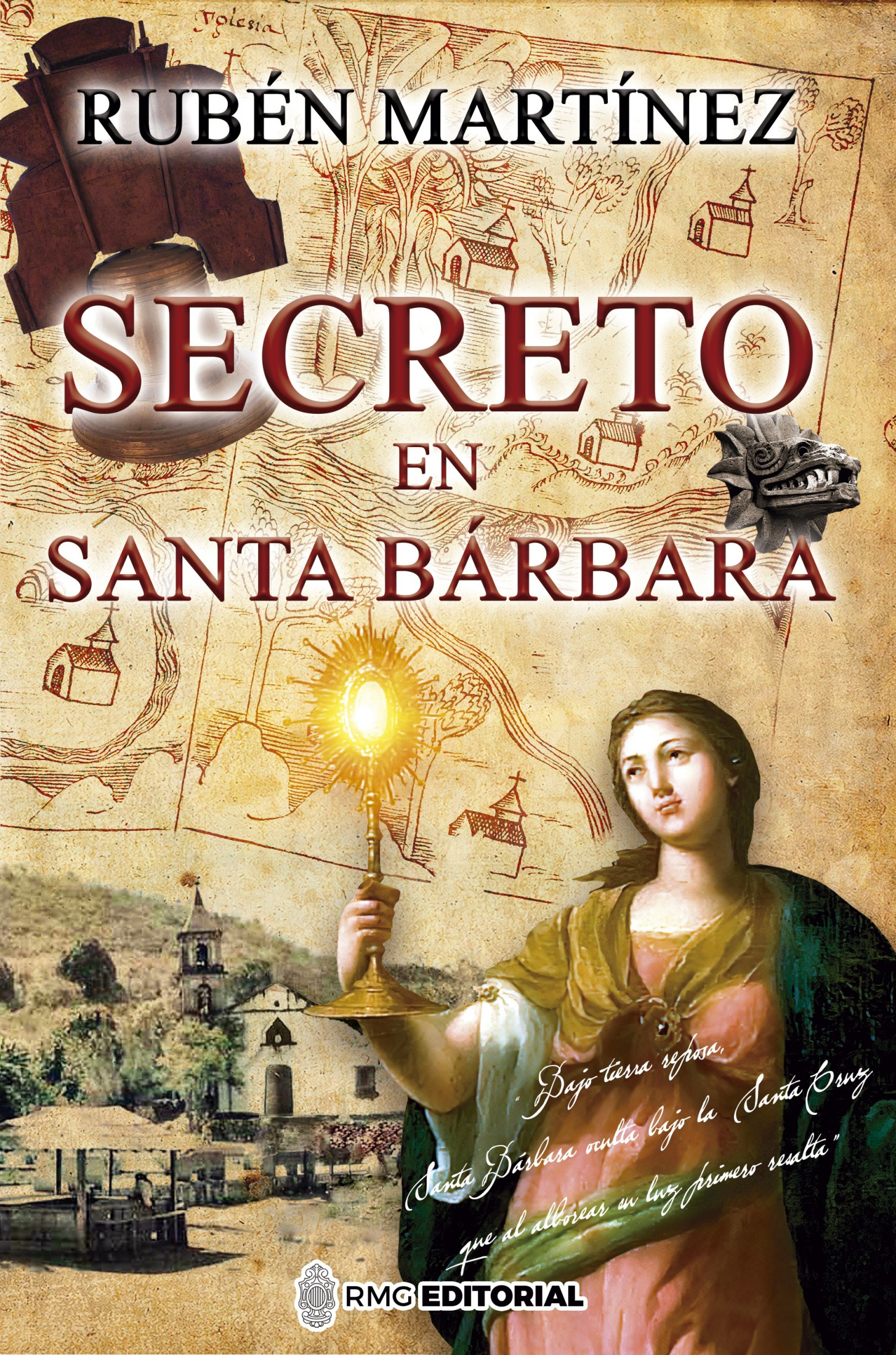
Tác phẩm Bí mật về Thánh Barbara
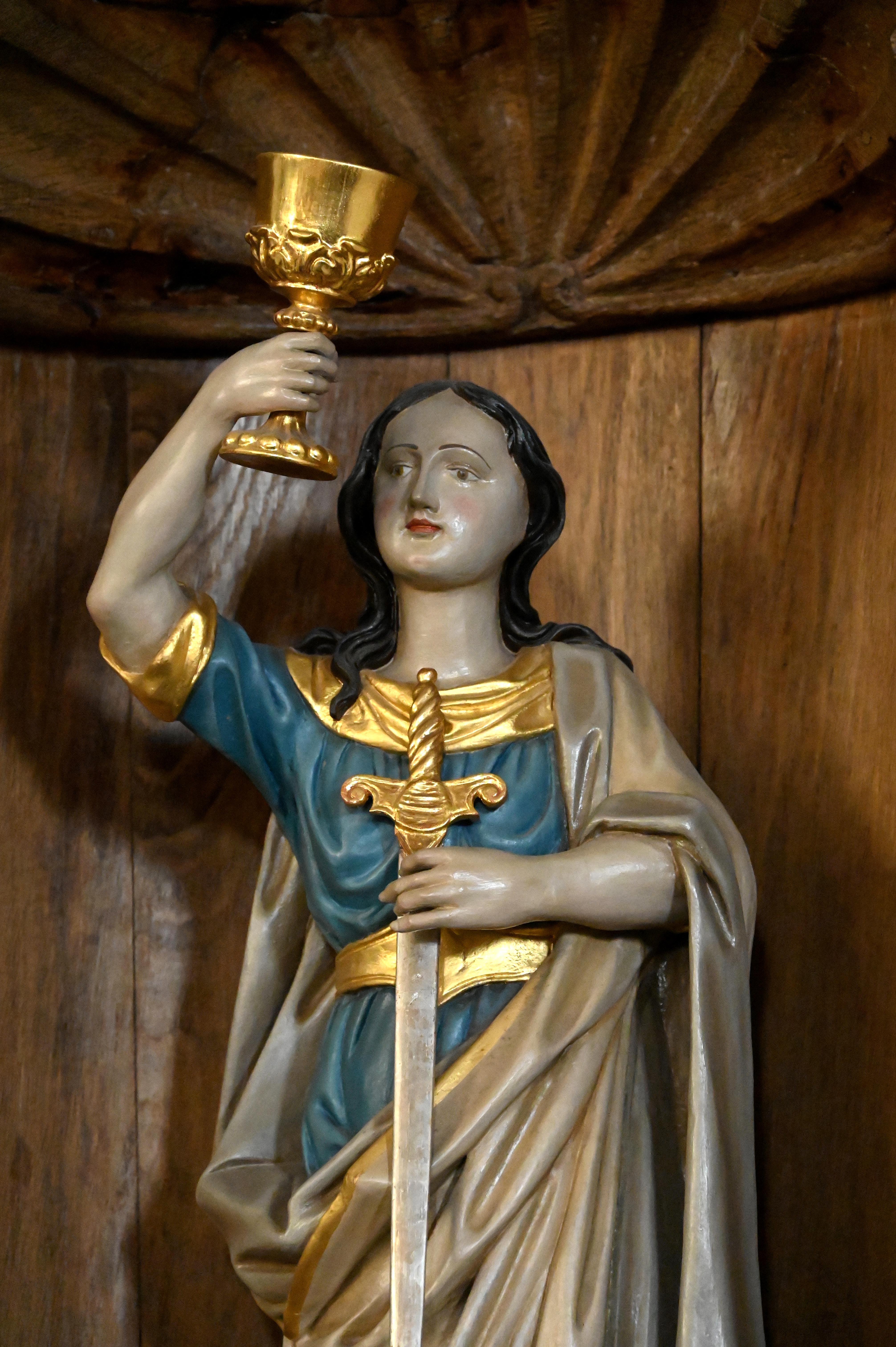
Tượng Thánh Barbara
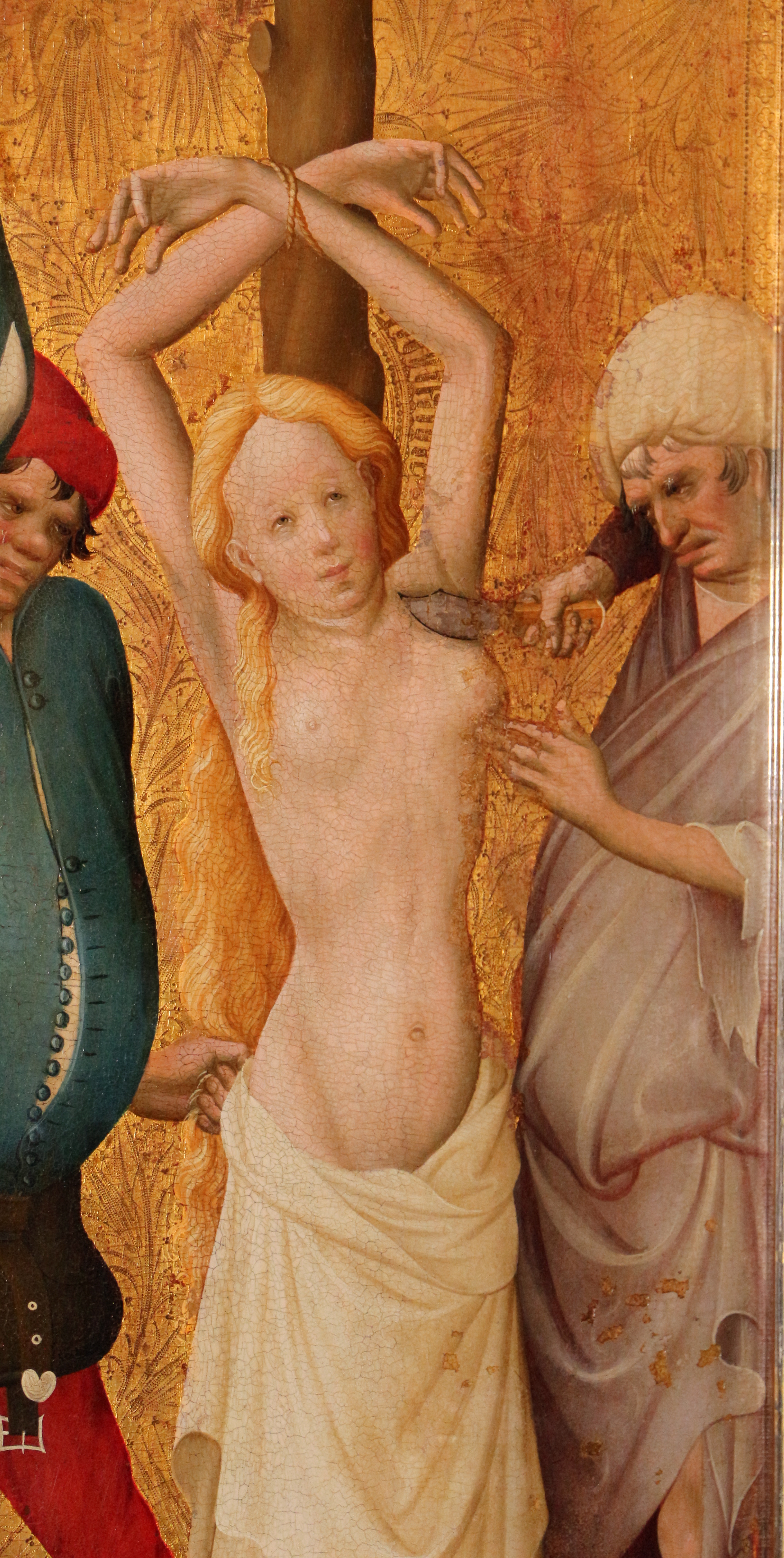
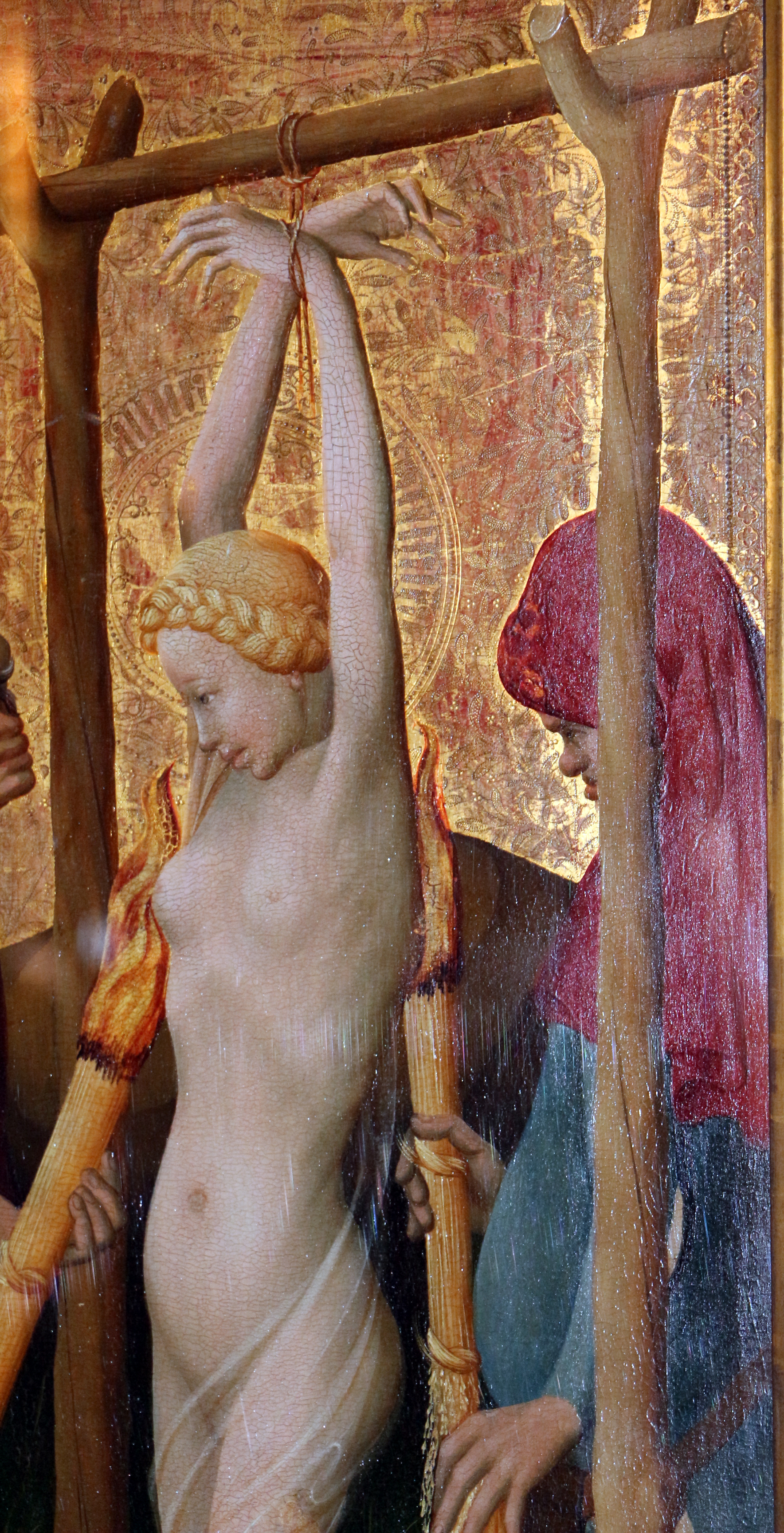
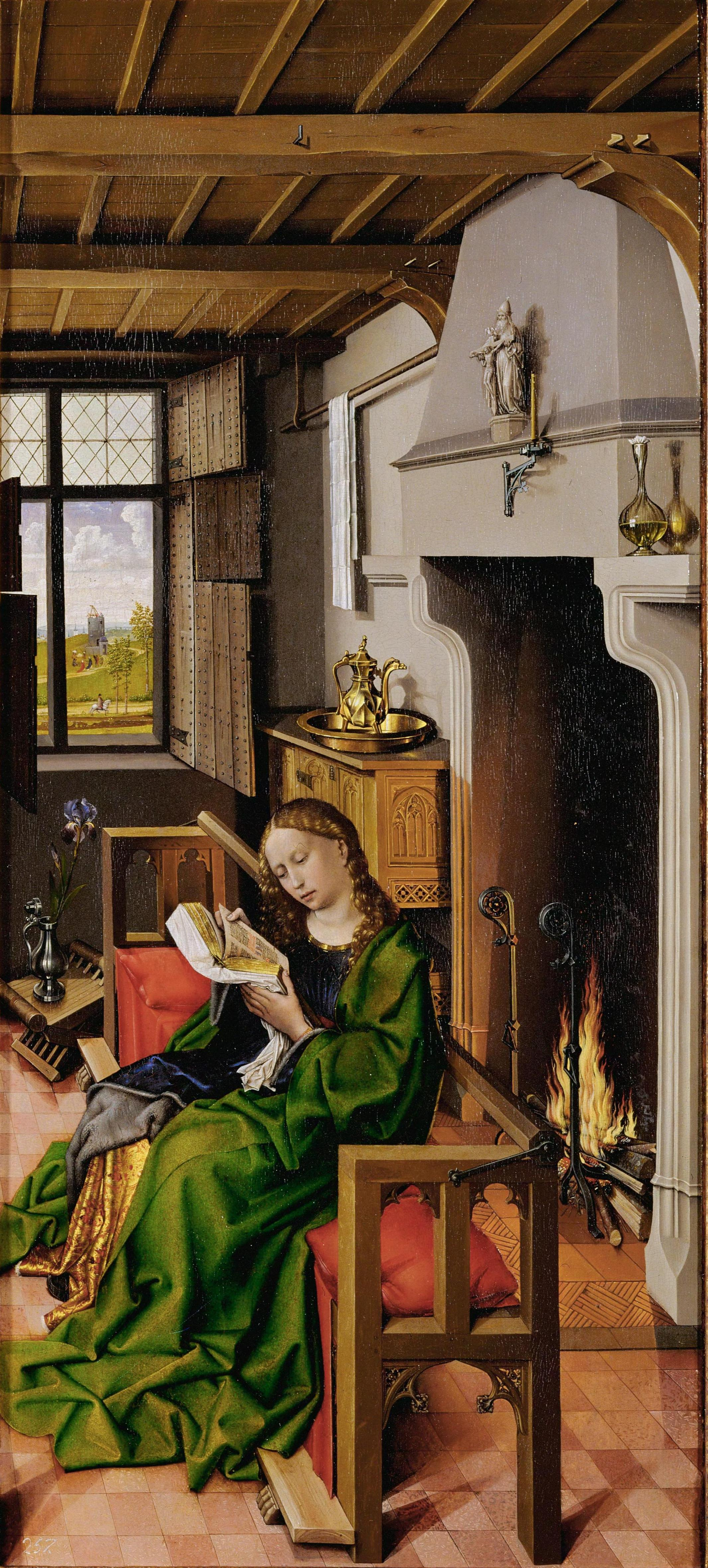